# صوفي مورغان
صوفي مورغان (بالإنجليزية: Sophie Morgan)‏ هي مقدمة تلفزيونية بريطانية، ولدت في 24 فبراير 1985 في Crowborough ‏ في المملكة المتحدة.

## وصلات خارجية
- الموقع الرسمي